# Laires
Laires (flämisch: Laren) ist eine französische Gemeinde mit 368 Einwohnern (Stand 1. Januar 2022) im Département Pas-de-Calais in der Region Hauts-de-France (vor 2016: Nord-Pas-de-Calais). Sie gehört zum Arrondissement Saint-Omer und zum Kanton Fruges.

## Lage
Die Gemeinde Laires liegt im Artois, 32 Kilometer westlich von Béthune. Nachbargemeinden von Laires sind Fléchin im Nordosten, Febvin-Palfart im Osten, Prédefin im Südosten, Lisbourg im Südwesten, Beaumetz-lès-Aire im Westen sowie Bomy im Nordwesten.

## Bevölkerungsentwicklung
| Jahr                       | 1962 | 1968 | 1975 | 1982 | 1990 | 1999 | 2007 | 2014 | 2022 |
| Einwohner                  | 359  | 347  | 302  | 314  | 337  | 297  | 308  | 364  | 368  |
| Quellen: Cassini und INSEE |      |      |      |      |      |      |      |      |      |

## Sehenswürdigkeiten
- Kirche Saint-Martin aus dem 15. Jahrhundert

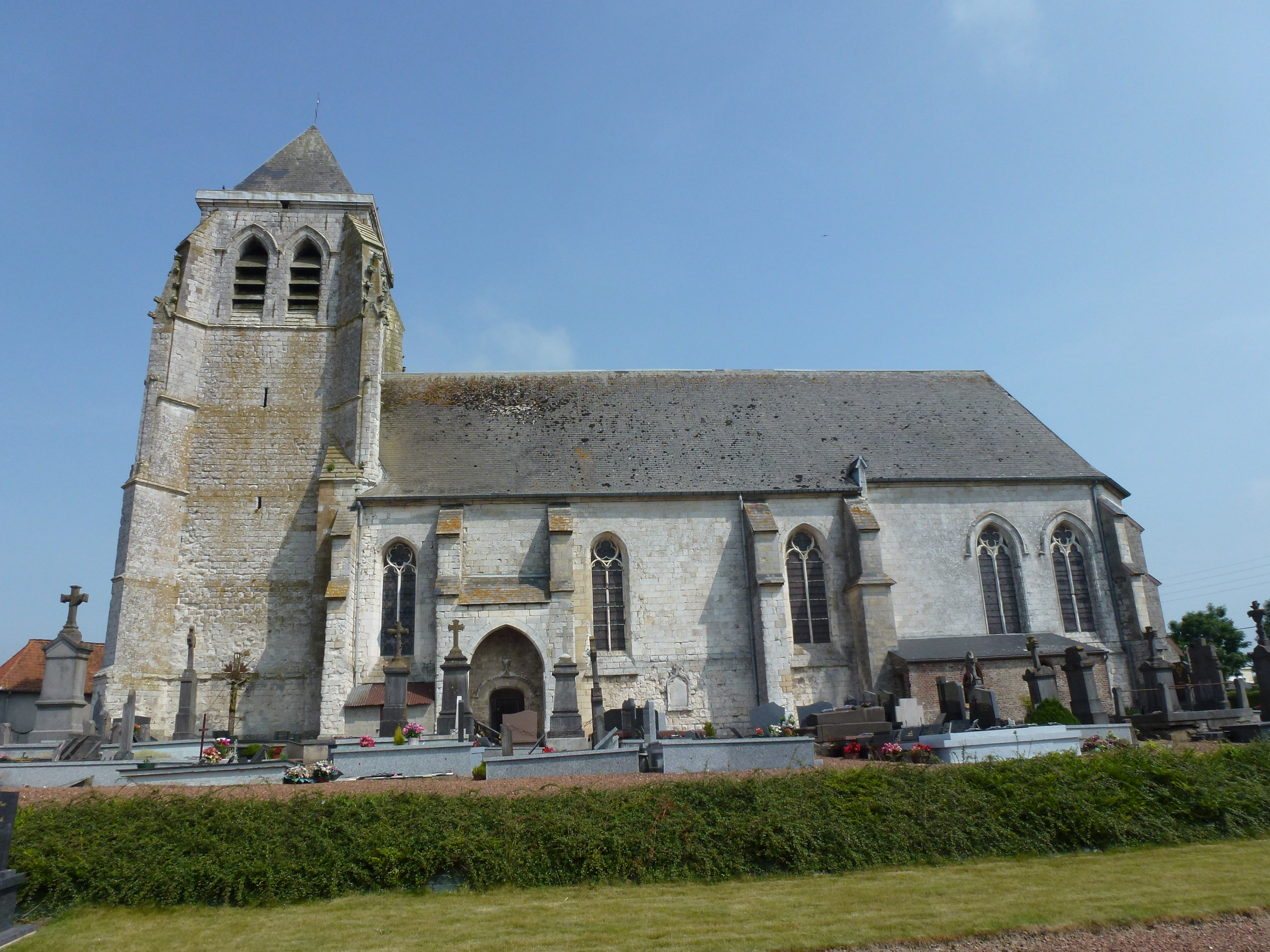
Kirche Saint-Martin
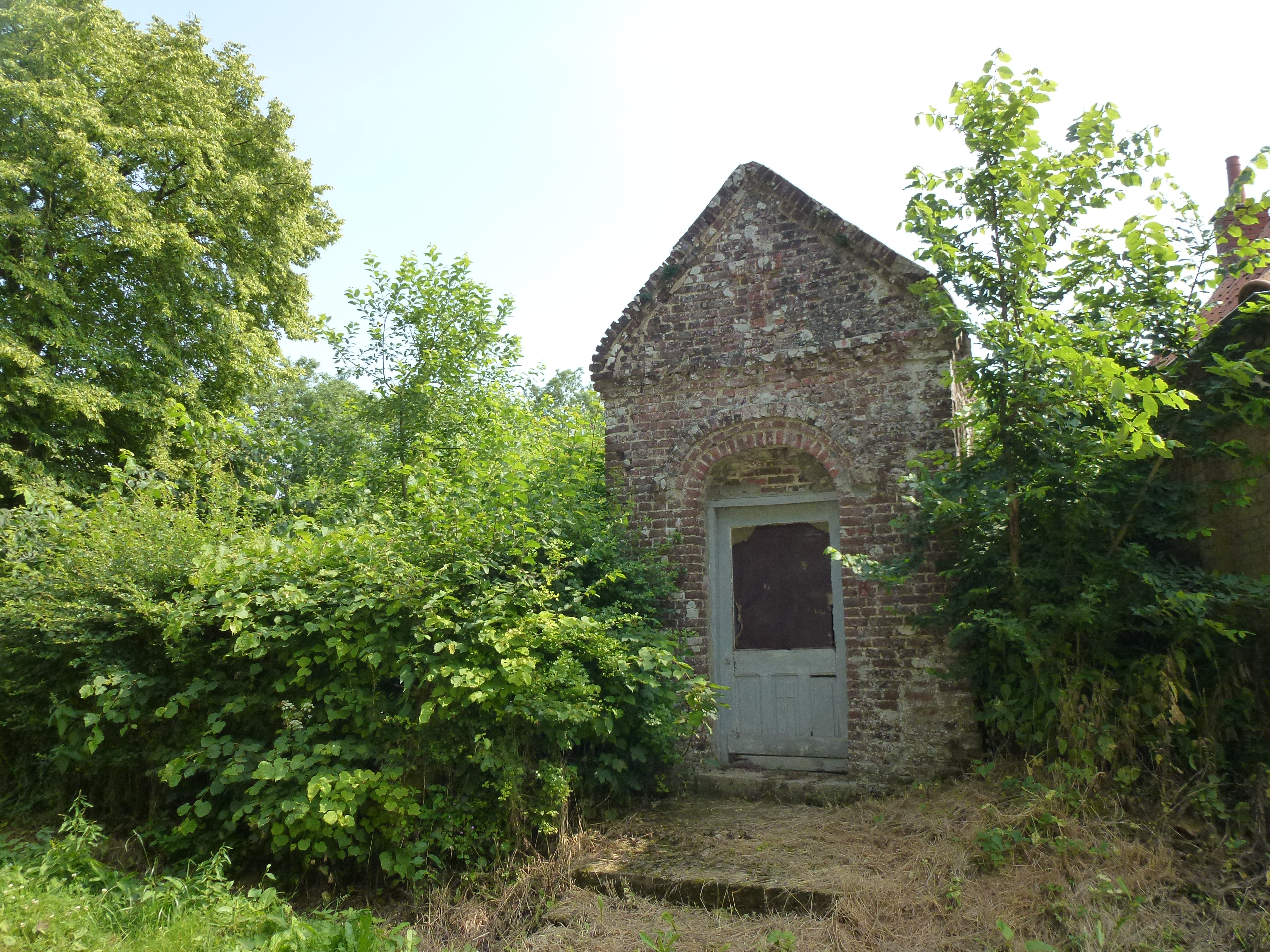
Oratorium
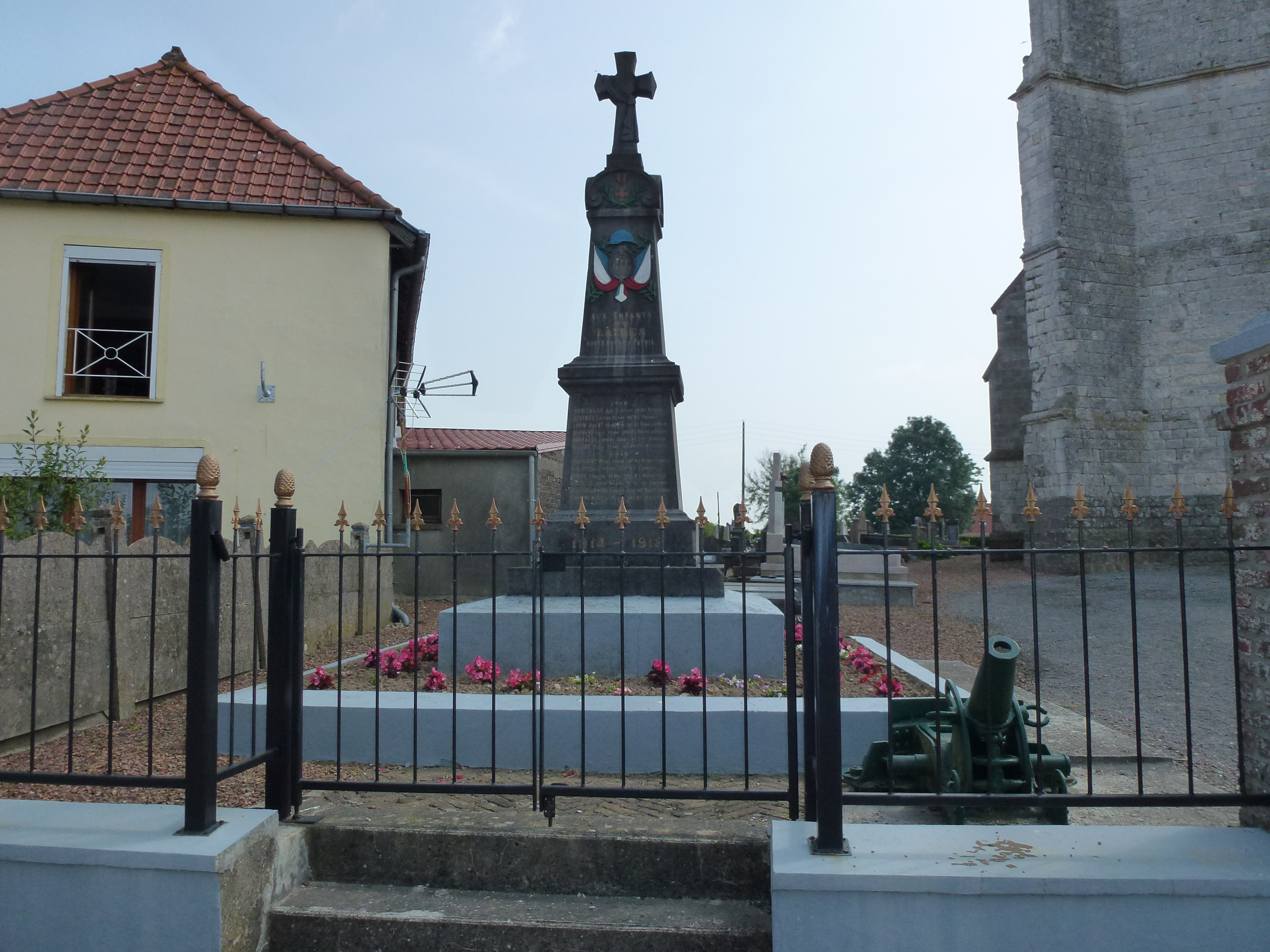
Gefallenendenkmal

## Persönlichkeiten
- Eveline Accart (1921–2015), französische Pianistin und Komponistin